# Luca Antonio Predieri

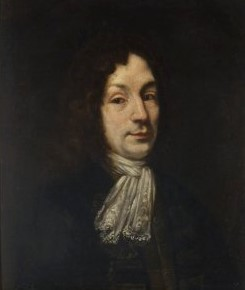
Luca Antonio Predieri

Luca Antonio Predieri (auch: Luc’Antonio Predieri, * 13. September 1688 in Bologna; † 3. Januar 1767 ebenda) war ein italienischer Komponist und Violinist.

## Leben

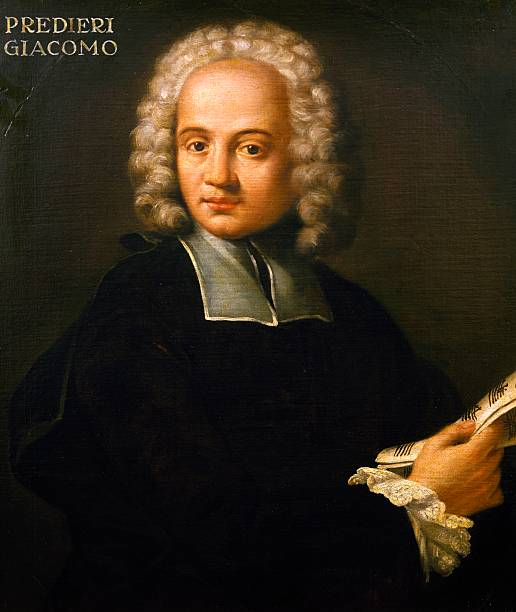
Giacomo Cesare Predieri

Luca Antonio Predieri stammte aus einer Musikerfamilie, seine Eltern waren Vitale Predieri und Maria Menzani. Luca Antonio machte wie die meisten Bologneser Musiker seine Ausbildung an der Capella musicale von S. Petronio. Violinunterricht erhielt er von Abondio Bini und Tomaso Antonio Vitali, Lehrer für Kontrapunkt und Komposition waren Giacomo Antonio Perti und die mit ihm verwandten Musiker Giacomo Cesare Predieri (1671–1753), Angelo Predieri. 1705 wurde Luca Antonio Predieri an S. Petronio als Violaspieler erwähnt und von 1706 bis 1711 als Violinist. Predieri wurde Kapellmeister an mehreren Bologneser Kirchen, darunter auch von 1728 bis 1731 bei der Capella musicale an der Kathedrale S. Petronio (1728–1731). 1716 wurde er als Komponist in die Accademia Filarmonica aufgenommen, deren Principe er 1723 war.
Nach einem Umzug nach Wien wurde er 1739 als Nachfolger von Antonio Caldara Vizekapellmeister der Wiener Hofmusikkapelle, die Johann Joseph Fux leitete. Nach dessen Tod 1741 übernahm Predieri bis 1751 die alleinige Leitung der Hofkapelle. Predieri komponierte sieben Oratorien, sakrale Musik und etwa 30 Opern, die vor allem in Florenz und Wien aufgeführt wurden. Zu Lebzeiten wurde er neben Nicola Porpora und Leonardo Vinci zu den bekanntesten Opernkomponisten seiner Generation gerechnet.
Von seinen Instrumentalkompositionen blieben nur wenige erhalten, dazu zählen eine Sinfonia in B und ein Violinkonzert mit einem virtuosen Schlusssatz, welches in einem Sammelband mit 12 weiteren Konzerten verschiedener italienischer Komponisten, der 1716 unter dem Titel Concerti a cinque bei Jeanne Roger in Amsterdam veröffentlicht wurde.

## Weitere Familienmitglieder
Zahlreiche weitere Mitglieder der Familie Predieri waren Musiker, hauptsächlich in Bologna aktiv. Darunter war Giacomo (Maria) Predieri (1611–1695), von 1679 bis 1693 Organist an der Kathedrale in Bologna, außerdem Kornettist und Trompeter sowie einer der Gründer der Accademia Filarmonica. Sein Neffe Antonio Predieri (um 1650–1710) wird als Opernsänger (Tenor) erwähnt. Angelo Tommaso Predieri (1655–1731) war ein Sänger, Komponist und Kapellmeister und einer der Lehrer von Padre Martini. Giacomo Cesare Predieri (1671–1753), ein weiterer Neffe von Giacomo und ein Onkel von Luca Antonio Predieri, war ein Komponist (insbesondere von Oratorien), Sänger und Kapellmeister an sechs Institutionen in Bologna. Giovanni Battista Predieri (um 1730–1755) war Komponist und Kapellmeister.

## Werke

### Opern und Oratorien
Die Ortsangaben beziehen sich auf die Uraufführung.
Opern
- La Partenope, Libretto von Silvio Stampiglia, Bologna, Teatro Marsigli-Rossi, 28. Oktober 1710 zur Einweihung des Theaters (verloren)
- La virtù in trionfo o sia La Griselda, Dramma per musica in 3 Akten, Libretto von Tomaso Stanzani nach Apostolo Zeno, Bologna, Teatro Marsigli-Rossi, 18. Oktober 1711 (bis auf die Aria „Fa’ di me ciò che ti piace“ verloren)
- Il fratricida innocente, Libretto von Apostolo Zeno, Foligno, 1713
- La Giuditta di Baviera, Libretto von Francesco Silvani, Ancona, Teatro La Fenice, 1713 (verloren)
- Lucio Papirio, Libretto von Antonio Salvi, Pratolino, Villa Medici, 1714; im selben Jahre in Rom und 1715 in Venedig aufgeführt (bis auf 4 Arien verloren)[4]
- Astarte, Libretto von Apostolo Zeno und Pietro Pariati, Rom, Teatro Capranica, 1715 (verloren)
- Il pazzo per politica, Libretto von Giovanni Battista Gianoli, Livorno, Teatro San Sebastiano, 1717 (verloren)
- Il duello d’amore e di vendetta, Dramma giocoso in 3 Akten, Libretto von Francesco Salvi, Livorno, Teatro San Sebastiano, 1718 (verloren)[5]
- La fede ne’ tradimenti, Libretto von Girolamo Gigli, Florenz, Teatro della Pergola, 1718 (verloren)
- Merope, Libretto von Apostolo Zeno und Pietro Pariati, Livorno, Teatro San Sebastiano, 1718 (verloren)
- Anagilda, Libretto von Girolamo Gigli, Turin, Teatro Carignano, 1719 (verloren)
- Il trionfo della virtù, Libretto von Francesco Pecori, Florenz, Teatro della Pergola, 1719 (verloren)
- Il trionfo di Solimano, ovvero Il trionfo maggiore è vincere se stesso, Libretto von Francesco Pecori, Florenz, Teatro della Pergola, Sommer 1719 (verloren)
- La finta pazzia di Diana, Dramma pastorale in 3 Akten, unbekannter Librettist, Florenz, Teatro della Pergola, 1719; 1747 auch in Venedig und Wien aufgeführt (verloren)[6]
- Astarto, Libretto von Apostolo Zeno und Pietro Pariati, Dramma per musica in 3 Akten, Florenz, Teatro della Pergola, 1720 (verloren)
- Tito Manlio, Libretto von Matteo Noris, Florenz, Teatro della Pergola, 1720 (verloren)
- Sofonisba, Libretto von Francesco Silvani, Rom, Teatro Alibert, 1722 mit Farinelli in der Hauptrolle (bis auf die Aria „Ricordati o bella che un caro tuo sguardo“ verloren)
- Scipione, Libretto von Apostolo Zeno, Rom, Teatro Alibert, 1724 mit Farinelli in der Rolle des Salonice (bis auf 3 Arien verloren)
- Cesare in Egitto, Libretto von Giacomo Francesco Bussani, Rom, Teatro Capranica, 1728 (bis auf 4 Arien verloren)
- Astianatte, Libretto von Antonio Salvi, Alessandria, Teatro Soleri, Herbst 1729 (verloren)
- Eurene, Libretto von Claudio Nicola Stampa, Mailand, Teatro Regio Ducal, 1729; überarbeitet als Sirbace, Pistoia, Teatro degli Accademici dei Risvegliati, 2. Juli 1730 (verloren)
- Ezio, Libretto von Pietro Metastasio, Mailand, Teatri Regio Ducal, 1730 (verloren)
- Alessandro nell’Indie, Libretto von Metastasio, Mailand, Teatro Regio Ducal, 1731 (verloren)
- Scipione il giovane, Libretto Giovanni Francesco Bortolotti zugeschrieben, Venedig, Teatro San Giovanni Grisostomo, 19. November 1731 mit Antonio Bernacchi in der Hauptrolle[7]
- Amor prigioniero, Libretto von Metastasio, Wien, 1732
- Il sogno di Scipione, Azione teatrale in einem Akt, Libretto von Metastasio, 1735 während der Geburtstagsfeierlichkeiten für Kaiser Karl VI. (verloren)
- Zoe, Libretto von Francesco Silvani als Bearbeitung seines La forza del sangue, Venedig, Teatro San Cassiano, 10. November 1736 (verloren)[8]
- Gli auguri spiegati, Libretto von Giovanni Claudio Pasquini, Laxenburg, 3. Mai 1738
- La pace fra la virtù e la bellezza, Libretto von Metastasio, Wien, 15. Oktober 1738
- Perseo, Festa di camera, Libretto von Giovanni Claudio Pasquini, Wien, 4. November 1738
- Astrea placata, ossia La felicità della terra, Festa di camera, Libretto von Metastasio, Wien, 28. August 1739
- Zenobia, erste Vertonung des Librettos von Metastasio, Wien, Favorita Palace, 28. August 1740
- Armida placata, Pasticcio komponiert zusammen mit Georg Christoph Wagenseil, Johann Adolph Hasse, Giuseppe Bonno, und Girolamo Abos, Libretto von Giovanni Ambrogio Migliavacca, Wien 1750 zum Geburtstage von Kaiserin Elisabeth Christine

Oratorien
- Santi Cipriano e Giustina martiri, Bologna, Kirche Santa Maria della Vita, 17. März 1712 (verloren)
- L’Adamo, Text von Girolamo Melani, Bologna, Kirche La Madonna di Galliera, 1723 (verloren)
- La caduta di Gerusalemme, Bologna, Kirche Santa Maria della Vita, erster Donnerstag der Passionszeit, 1727 (verloren)
- San Pellegrino Laziosi, Bologna, Kirche La Madonna di Galliera, 1729; 1734 in Cento als I prodigi del crocifisso nella conversione di S Pellegrino Laziosi aufgeführt
- Gesù nel tempio, Bologna, Kirche Santa Maria della Vita, 31. März 1735 (verloren)
- Il sacrificio d’Abramo, Text von Francesca Menzoni-Giusti, Wien, 1738
- Isacco figura del redentore, Text von Metastasio, Wien, 12. Februar 1740

### Kirchenmusik
Neben den nachfolgenden komponierte Predieri auch zahlreiche Messen, Antiphonen, und Psalmvertonungen für Bologneser Kirchen und den kaiserlichen Hof in Wien.
- Stabat mater (SATB, 2 Violinen, Viola, Cello, Kontrabass und B. c.)
- Lamentationen für die Heilige Woche: Mercoledì Santo (Sopran und B. c.), Giovedì Santo (contralto und B. c.), Venerdì Santo (Sopran und B. c.)
- Motetten: Dulcis plaga, Ecce dies, Super astra in corde meo, Tuba canit (jeweils für Einzelstimme und Orchester)
- Te Deum (SATB und Orchester)
- Hymne: Inno alla Beata Vergine Maria (SATB und Orchester)
- Ave maris stella (SATB und Orchester; 3 Versionen komponiert 1738, 1740, 1746)
- Magnificat (SATB und Orchester; 3 Versionen komponiert 1739, 1740, 1746)
- Missa Sanctissimi Francisci (Messe für das Fest des Franz von Assisi; SATB, 2 Trompeten, 2 Violinen und 2 Posaunen; 1746)
- Missa Nativitatis (Weihnachtsmesse; SATB, Trompeten und Violinen; 1747)

### Sonstige
- Concerto per Violino in h-Moll[9]
- Cantate: „Quel ruscel che tra sassi si frange“ und „Or che Lidia adorata“
- Aria: „Doppio tormento m’affanna“
- Sonate per Cembalo in G-Dur, C-Dur, und D-Dur
- Sinfonia in B-Dur